# Dynamite Kid
Thomas Wilton Billington (5. prosince 1958 Golborne – 5. prosince 2018 Wigan), známý především pod přezdívkou Dynamite Kid, byl britský profesionální wrestler.

## Kariéra
Trénoval ho bývalý wrestler „Dr. Death“ Ted Betley. Během své kariéry zápasil ve společnostech World Wrestling Federation (WWF), Stampede Wrestling, All Japan Pro Wrestling (AJPW) a New Japan Pro-Wrestling (NJPW). Se svým bratrancem Davey Boy Smithem působil v tag teamu The British Bulldogs.
V Japonsku byla známá jeho sportovní rivalita s Tiger Maskem a v Kanadě s Bretem Hartem.
Wrestlery a fanoušky byl považován za jednoho z nejvlivnějších sportovců, kteří zvýšili úroveň atletiky zápasů a dokázali spojit různé bojové styly.

## Osobní život
V roce 1991 se rozvedl se svou první manželkou Michelle Smadu, s níž měl syna a dvě dcery (Marek, Bronwyne a Amaris). Po rozvodu se přestěhoval z Kanady zpět do Golborne ke svým rodičům. Tam se podruhé oženil se ženou jménem Dot. Ta měla tři syny z předchozího manželství: Johna, Stevena a Marka. Zemřela 9. července 2024.
V roce 2015 byl součástí hromadné žaloby podané proti WWE. V žalobě stálo, že je společnost zodpovědná za zranění, které během svých zápasů utrpěl. Jeho žalobu v září 2018 zamítl okresní soud.

### Zdravotní problémy
V roce 1997 v důsledku velkého množství zranění zad a nohou, jež utrpěl během své kariéry, ztratil cit v levé noze a k pohybu začal používat invalidní vozík. Bylo mu řečeno, že už nikdy nebude schopen chodit. Kromě ochrnutí měl také problémy se srdcem. V listopadu 2013 prodělal mrtvici.

### Smrt
Zemřel 5. prosince 2018, v den svých 60. narozenin. Přesná příčina smrti nebyla veřejnosti odhalena.

## Úspěchy a ocenění
- All Japan Pro Wrestling
  - All Asia Tag Team Championship (1x)
  - NWA International Junior Heavyweight Championship (1x)
  - World's Strongest Tag Determination League Fighting Spirit Award (1984, 1985)
  - World's Strongest Tag Determination League Skills Award (1989)
  - World's Strongest Tag Determination League Fair Play Award (1990, 1991)
- Atlantic Grand Prix Wrestling
  - AGPW International Heavyweight Championship (1x)
- Canadian Wrestling Hall of Fame
  - Class of 2001
- Joint Promotions
  - British Welterweight Championship (1x)
  - British Lightweight Championship (1x)
  - European Welterweight Championship (1x)
- New Japan Pro-Wrestling
  - WWF Junior Heavyweight Championship (1x)
  - Greatest Gaijin Junior Section (2002)
- Pacific Northwest Wrestling
  - NWA Pacific Northwest Heavyweight Championship (1x)
  - NWA Pacific Northwest Tag Team Championship (1x)
- Pro Wrestling Illustrated
  - Ranked # 5 of the 100 best tag teams of the "PWI Years" with Davey Boy Smith in 2003.
  - Ranked #41 of the top 500 singles wrestlers of the "PWI Years" in 2003
- Stampede Wrestling
  - Stampede British Commonwealth Mid-Heavyweight Championship (4x)
  - Stampede International Tag Team Championship (6x)
  - Stampede North American Heavyweight Championship (1x)
  - Stampede World Mid-Heavyweight Championship (4x)
  - Stampede Wrestling Hall of Fame (1995)
- Tokyo Sports
  - Lifetime Achievement Award (1991)
- World Wrestling Federation
  - WWF Tag Team Championship (1x)
- Wrestling Observer Newsletter
  - Best Flying Wrestler (1984)
  - Best Technical Wrestler (1984)
  - Best Wrestling Maneuver (1984)
  - Hardest Worker (1983)
  - Match of the Year (1982)
  - Most Underrated (1983)
  - Most Impressive Wrestler (1983 až 1985)
  - Tag Team of The Year (1985)
  - Wrestling Observer Newsletter Hall of Fame (1996)